# Malloa
Malloa este un târg și comună din provincia Cachapoal, regiunea O'Higgins, Chile, cu o populație de 12.342 locuitori (2012) și o suprafață de 112,6 km2.